# Championnat du Portugal de football 2004-2005
Navigation
2003-2004 2005-2006

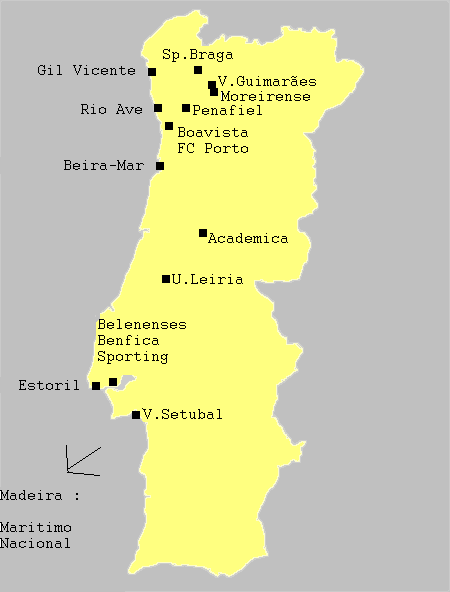
Carte des clubs de la saison

Le Championnat du Portugal de football 2004-2005 est la 71e édition de la compétition qui voit la victoire du SL Benfica.
Le meilleur buteur de la saison est le Brésilien Liédson qui inscrit 25 buts en 31 matchs (soit une moyenne de 0,81 but par match).

## Classement[1]
| Rang | Équipe               | Pts | J  | G  | N  | P  | Bp | Bc | Diff |
| ---- | -------------------- | --- | -- | -- | -- | -- | -- | -- | ---- |
| 1    | Benfica              | 65  | 34 | 19 | 8  | 7  | 51 | 31 | +20  |
| 2    | Fc Porto             | 62  | 34 | 17 | 11 | 6  | 39 | 26 | +13  |
| 3    | Sporting Portugal    | 61  | 34 | 18 | 7  | 9  | 66 | 36 | +30  |
| 4    | Sporting Braga       | 58  | 34 | 16 | 10 | 8  | 45 | 28 | +17  |
| 5    | Vitoria Guimarães    | 54  | 34 | 15 | 9  | 10 | 38 | 29 | +9   |
| 6    | Boavista             | 50  | 34 | 13 | 11 | 10 | 39 | 43 | -4   |
| 7    | CS Marítimo          | 49  | 34 | 12 | 13 | 9  | 39 | 32 | +7   |
| 8    | Rio Ave              | 47  | 34 | 10 | 17 | 7  | 35 | 35 | 0    |
| 9    | CF Belenenses        | 46  | 34 | 13 | 7  | 14 | 38 | 34 | +4   |
| 10   | Vitória de Setúbal   | 44  | 34 | 11 | 11 | 12 | 46 | 45 | +1   |
| 11   | FC Penafiel          | 43  | 34 | 13 | 4  | 17 | 39 | 53 | -14  |
| 12   | CD Nacional          | 41  | 34 | 12 | 5  | 17 | 46 | 48 | -2   |
| 13   | Gil Vicente FC       | 40  | 34 | 11 | 7  | 16 | 34 | 40 | -6   |
| 14   | Académica de Coimbra | 38  | 34 | 9  | 11 | 14 | 29 | 41 | -12  |
| 15   | União Leiria         | 38  | 34 | 8  | 14 | 12 | 29 | 36 | -7   |
| 16   | Moreirense FC        | 34  | 34 | 7  | 13 | 14 | 30 | 43 | -13  |
| 17   | Estoril-Praia        | 30  | 34 | 8  | 6  | 20 | 38 | 55 | -17  |
| 18   | Beira-Mar            | 30  | 34 | 6  | 12 | 16 | 30 | 56 | -26  |

|         | Champion du Portugal et qualification pour la Ligue des Champions 2006-2007 |
|         | Qualification pour la Ligue des Champions 2006-2007                         |
|         | Qualification pour le tour préliminaire de la Ligue des Champions 2006-2007 |
|         | Qualification pour la Coupe UEFA 2006-2007                                  |
|         | Relégation en division 2                                                    |
| (T)     | Tenant du titre                                                             |
| (C) (f) | Vainqueur et finaliste de la Coupe du Portugal                              |
| (P)     | Promu                                                                       |

## Meilleurs Buteurs
| Place | Meilleurs buteurs | Club              | Nombre de buts |
| 1     | Liédson           | Sporting Portugal | 25             |
| 2     | João Tomás        | Sporting Braga    | 15             |
| 3     | Simão             | Benfica           | 15             |
| 4     | Wesley            | FC Penafiel       | 14             |
| 5     | Henri Antchouet   | CF Belenenses     | 12             |
| 6     | McCarthy          | FC Porto          | 11             |
| 7     | Meyong            | Vitória Setubal   | 11             |
| 8     | José Manuel       | Boavista          | 10             |
| 9     | Roberto           | FC Penafiel       | 9              |
| 10    | Renivaldo Pena    | CS Marítimo       | 9              |